# Nintendo Power (rozszerzenie)
Nintendo Power (jap. ニンテンドーパワー Nintendō Pawā) – rozszerzenie pamięci RAM dla konsol Super Famicom i Game Boy. Usługa umożliwiała jego posiadaczom na zakup elektronicznych wersji gier szybciej i taniej, niż w przypadku konwencjonalnych form dystrybucji. Usługę uruchomiono w 1997 roku, a zarzucono 28 lutego 2007 roku. Była dostępna wyłącznie w Japonii. Przez cały okres jej funkcjonowania, dla kartridża Nintendo Power wydano kilkadziesiąt pozycji.

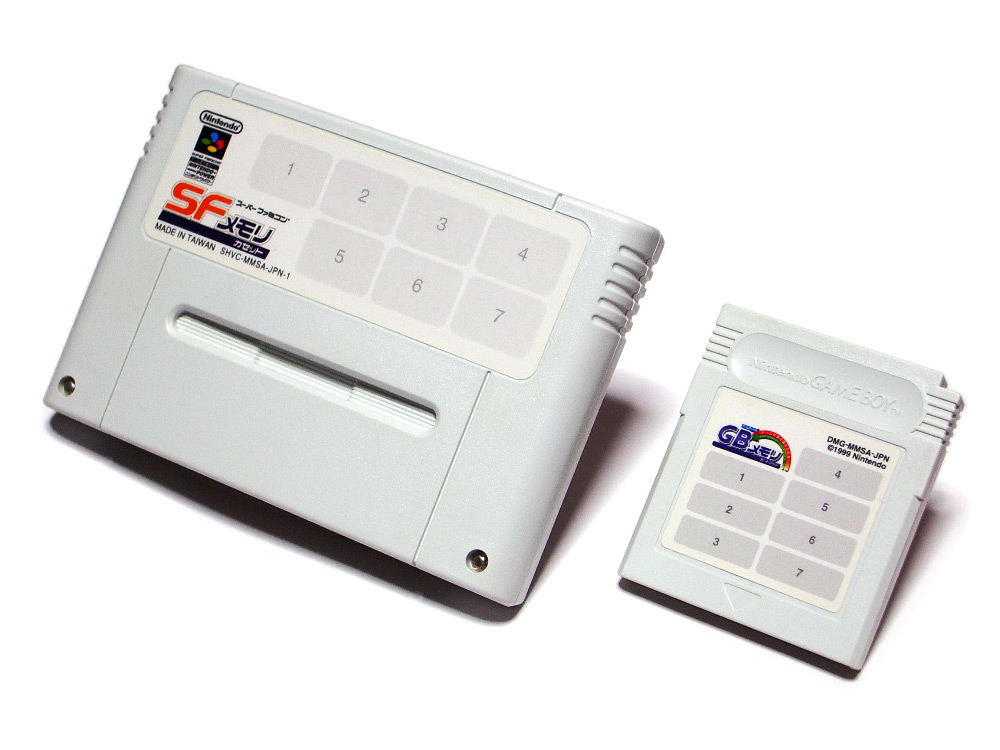
Rozszerzenie Nintendo Power dla Super Famicom (po lewej) i Game Boy (po prawej)

Podobny system dystrybucji wykorzystywany był we wcześniejszych systemach Family Computer Disk System oraz Satellaview, przy czym ten drugi opierał się na danych przesyłanych za pośrednictwem modemu satelitarnego.
W 2003 roku Nintendo uruchomiło w Chinach nową usługę tego typu dla konsoli iQue Player.

## Projekt
Dla pierwszej wersji Famicoma wyprodukowano przystawkę Disk System, rozszerzającą pamięć RAM konsoli i umożliwiającą korzystanie z nośników wielokrotnego zapisu. Opracowanie urządzenia było reakcją Nintendo na piractwo komputerowe – specjalne nośniki były trudniejsze do nieautoryzowanego kopiowania od konwencjonalnych. Popularne rozszerzenie cierpiało jednak na ograniczoną funkcjonalność, związaną z ich niewielką pojemnością. Wierząc w ideę tanich nośników wielokrotnego zapisu, a także mając na uwadze niedoskonałości poprzednika, w rozszerzeniu dla Super Famicoma zdecydowano się zamontować większą ilość pamięć flash.
Wbudowana pamięć RAM jest nieulotna i podzielona została na 8 bloków, przy czym jeden z nich zarezerwowano dla interfejsu rozszerzenia. Każdy nośnik dysponuje także niewielką ilością pamięci SRAM, podzieloną na 16 bloków, a przeznaczoną do zapisu stanów gry. W momencie zapisu bloku jest on zawsze dopełniany do końca – nawet wtedy, gdy ilość danych jest faktycznie mniejsza. Gry odwołujące się do wyspecjalizowanych układów nie mogą być umieszczone na nośnikach.

## Użytkowanie

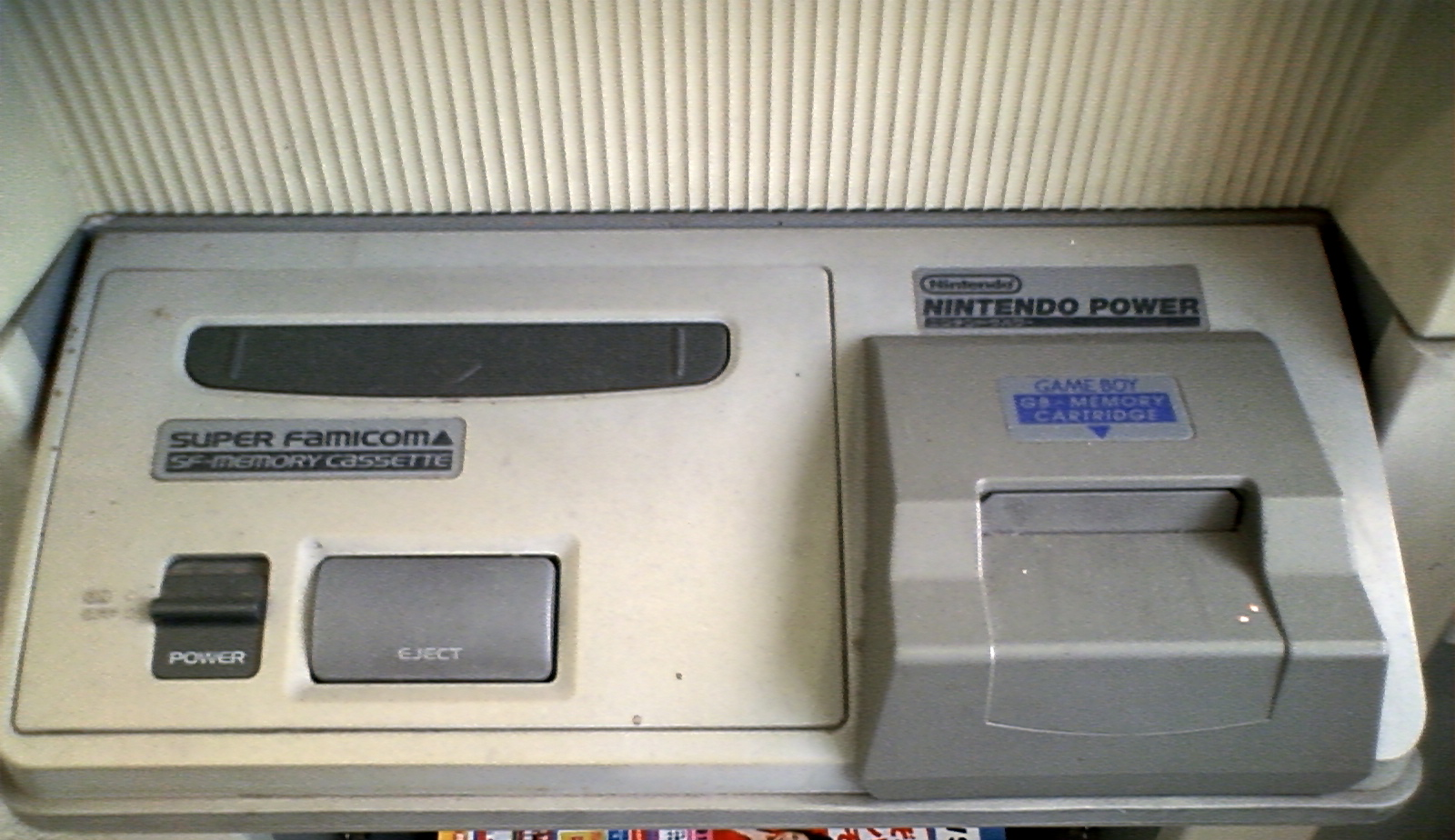
Stacja do zapisu nośników Nintendo Power

Użytkownik końcowy mógł nabyć czysty nośnik wielokrotnego użytku, który należało nagrać przy użyciu specjalnej stacji, dostępnej w wybranych sklepach z grami. Oferta dostępnych w ten sposób gier była zróżnicowana pod względem cenowym. Wymagano wcześniejszej rejestracji gracza w autoryzowanym punkcie. Wraz z kopią elektroniczną, gracz otrzymywał także drukowaną instrukcję do wybranej gry.

## Specyfikacja

### WersjaSuper Famicom
Sugerowana cena detaliczna – 3,980 jenów.
- Wbudowana pamięć RAM (dla danych gier) – 32 Mb (8 bloków po 4 Mb każdy)[4],
- Wbudowana pamięć SRAM (do zapisu stanu gry) – 256 kb (16 bloków po 16 kb każdy)[4].

### WersjaGame Boy
Sugerowana cena detaliczna – 2,500 jenów.
- Wbudowana pamięć RAM (dla danych gier) – 8 Mb (8 bloków po 1 Mb każdy)[4],
- Wbudowana pamięć SRAM (do zapisu stanu gry) – 1024 kb (16 bloków po 64 kb każdy)[4].